# Società Sportiva Milazzo 2009-2010
Questa pagina raccoglie le informazioni riguardanti la Società Sportiva Milazzo nelle competizioni ufficiali della stagione 2009-2010.

## Risultati

### Serie D

#### Poule scudetto
| 30 maggio 2010 Giornata 1                                      | Milazzo   | 1 – 1            | Fondi |  |
| \| \| \| \| \| Ioppolo 71’ \| Marcatori \| 55’ (aut.) Fleri \| |           |                  |       |  |
|                                                                |           |                  |       |  |
| Ioppolo 71’                                                    | Marcatori | 55’ (aut.) Fleri |       |  |

| 6 giugno 2010 Giornata 2                                                                                  | Neapolis  | 3 – 2                      | Milazzo |  |
| \| \| \| \| \| Fontanella 6’ Daleno 45+1’ (rig.) Barone 71’ \| Marcatori \| 11’ Privitera 68’ Torcivia \| |           |                            |         |  |
| |           |                            |         |  |
| Fontanella 6’ Daleno 45+1’ (rig.) Barone 71’                                                              | Marcatori | 11’ Privitera 68’ Torcivia |         |  |

### Coppa Italia Serie D
| 23 agosto 2009                             | Palazzolo | 1 – 0 | Milazzo |  |
| \| \| \| \| \| Dama 16’ \| Marcatori \| \| |           |       |         |  |
|                                            |           |       |         |  |
| Dama 16’                                   | Marcatori |       |         |  |